# 鍛冶屋站
鍛冶屋站（日语：／ Kajiya eki */?）是位於兵庫縣多可郡中町（現時：多可町中區）鍛冶屋，西日本旅客鐵道（JR西日本）鍛冶屋線的鐵路車站（廢站）。

## 歷史
- 1923年（大正12年）

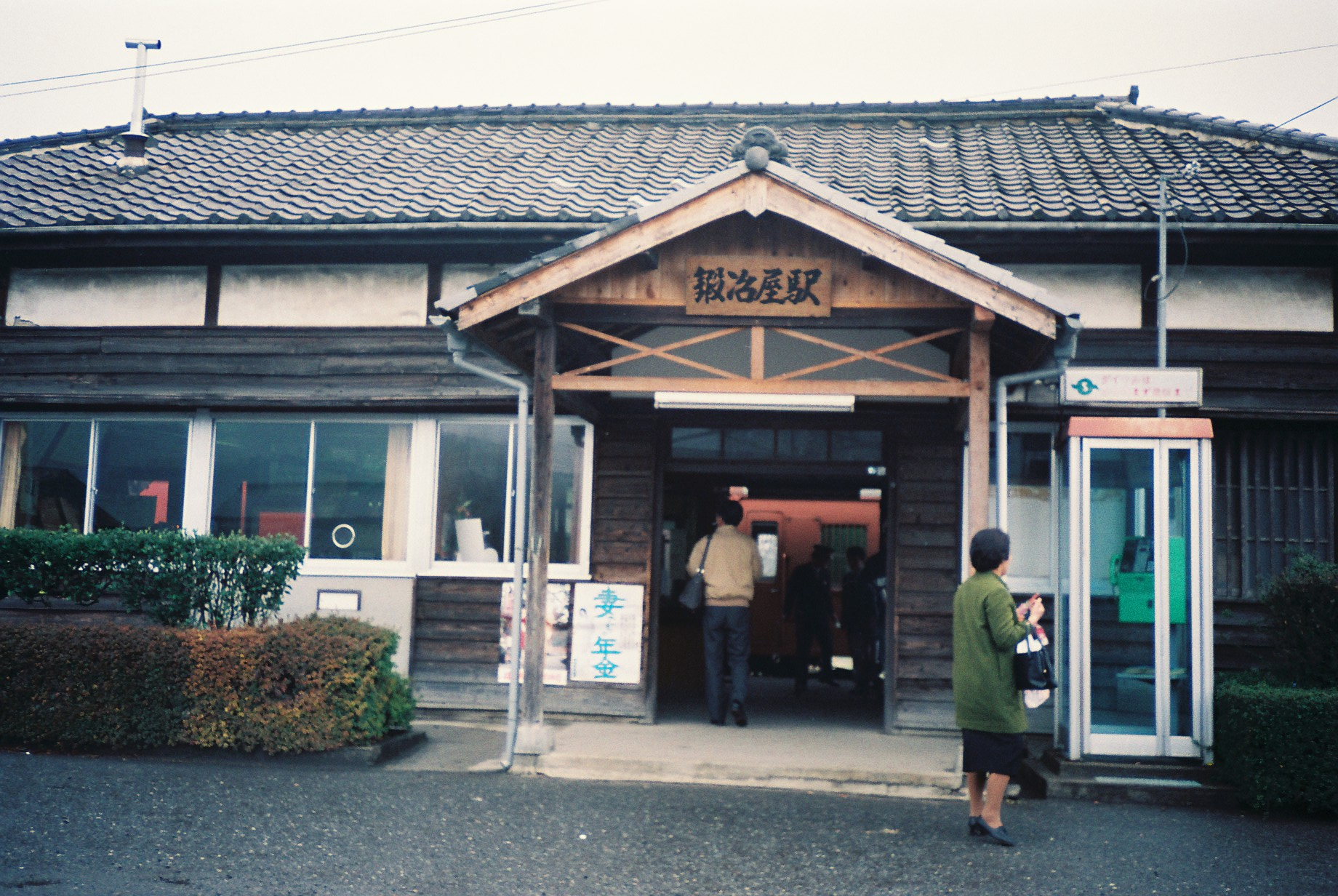
國鐵時代的站舍（1986年12月）

  - 5月6日：播州鐵道車站啟用[1]。當時為一般車站[1]。
  - 12月21日：路線轉讓給播丹鐵道。
- 1943年（昭和18年）6月1日：播丹鐵道被國有化，成為鐵道省鍛冶屋線車站[1]。
- 1974年（昭和45年）10月1日：結束貨運業務（變為純客運車站）[1]。
- 1984年（昭和59年）2月1日：結束行李起卸業務[1]。
- 1987年（昭和62年）4月1日：伴隨國鐵分割民營化，車站由西日本旅客鐵道（JR西日本）營運[1]。
- 1990年（平成2年）4月1日：鍛冶屋線全線廢除，此站被廢除[1]。

## 車站構造
此站是地面車站，設有1面1線的單式月台和側線。此站為有人車站，月台東邊設有開業已經存在的木造站舍。另外，由於此站沒有夜間停泊的安排，因此到達此站的尾班車會以不載客列車的身份回到西脇站。

## 車站周邊
- 鍛冶屋郵局
- 量興寺[2]
- 加都良神社[3][4]
- 國道427號（日语：国道427号）
- 兵庫縣道86號多可柏原線（日语：兵庫県道86号多可柏原線）
- Wing神姬（日语：ウイング神姫）「鍛冶屋」巴士站
- 杉原川（日语：杉原川）

## 現狀
車站遺址保留了站舍，後來經過維護翻新後，變為鐵路資料館（鍛冶屋線紀念館）。另外，在站內保存了一架KiHa30形柴油列車，該列車放置在月台旁。另外，路軌遺址變為行人路和單車徑，名為。

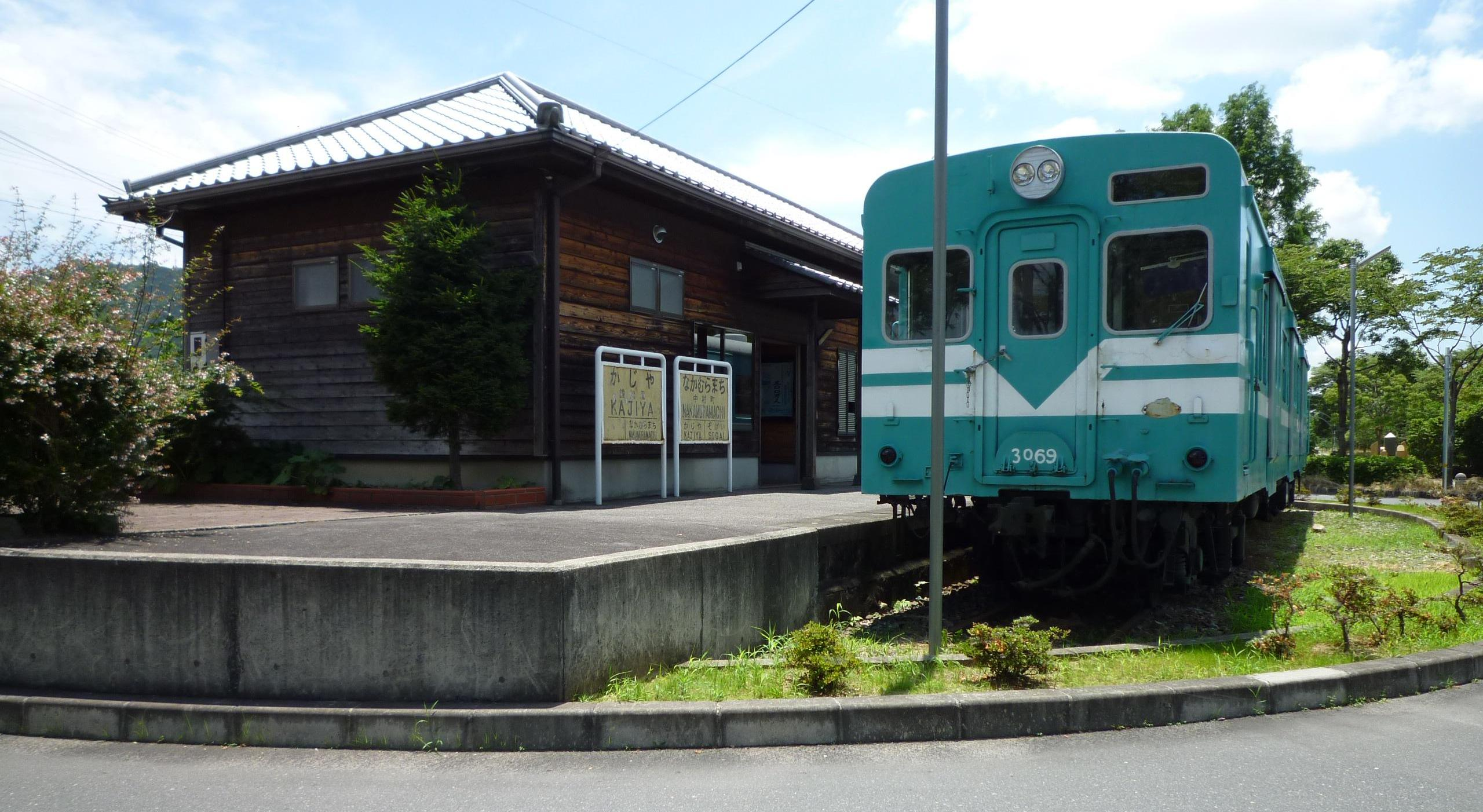
鍛冶屋線紀念館（鍛冶屋站 舊站舍）和KiHa30 69（2009年7月）
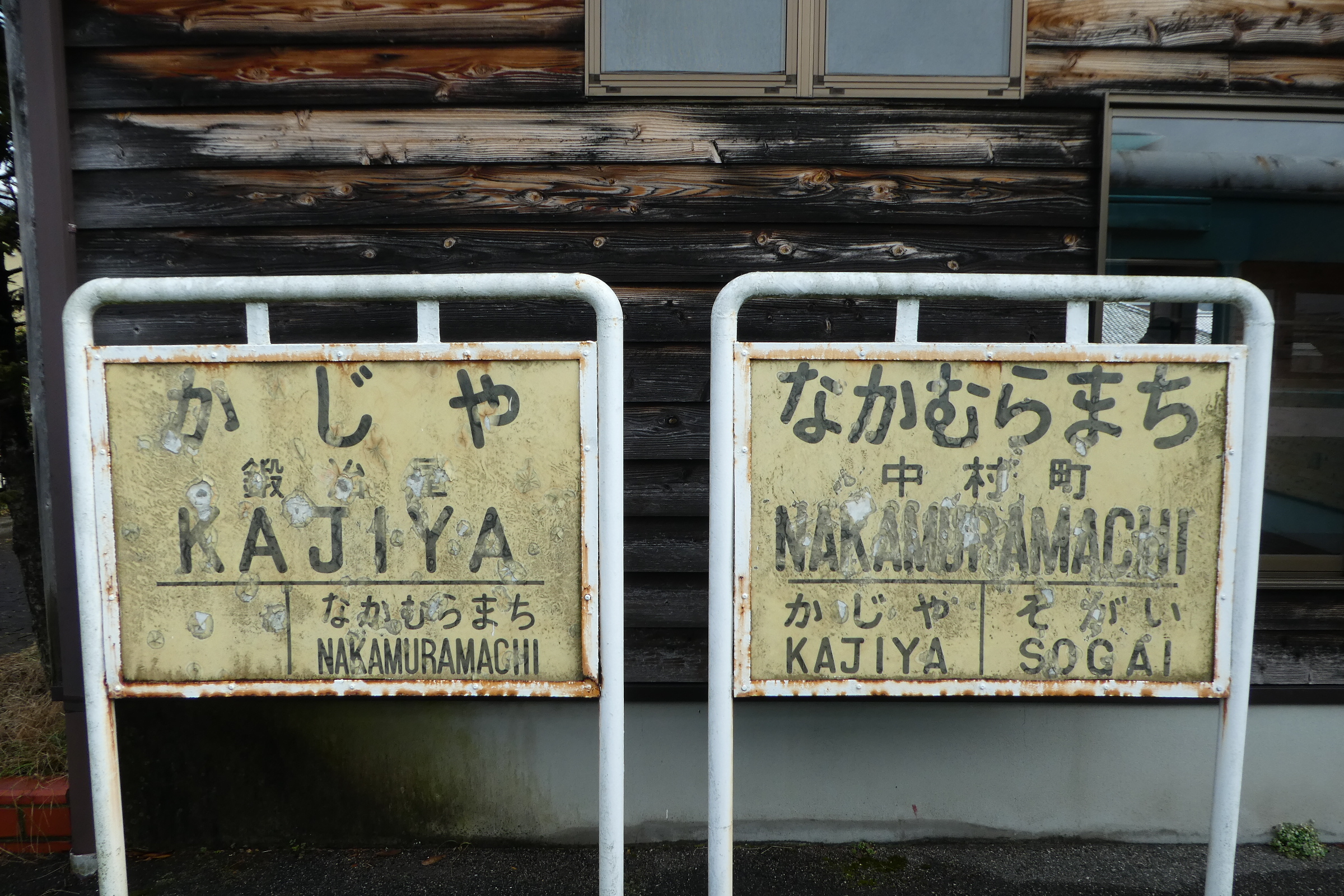
在月台上保存的站牌（2019年2月，右邊是中村町站站牌）

## 其他
- 關於鍛冶屋線保留運動，在1984年（昭和59年），中町商工會青年部的有志人士成立了迷你獨立國「國」[6]。當中，這個名稱是取自各站的第一個片假名，而此站名稱第一個片假名是[6]。羅外，此站成為了該迷你獨立國的起點站（※而實際此站是鍛冶屋線的終點站）[6]。

## 相鄰車站
西日本旅客鐵道（JR西日本）
鍛冶屋線
中村町－鍛冶屋

## 注腳
1. 1 2 3 4 5 6 7 8 9  石野哲 (编).  初版. JTB. 1998-10-01: 243. ISBN 978-4-533-02980-6 （日语）.
2. ↑  . 八百万の神. INFO UNITE.   [2023-12-01]. （原始内容存档于2020-10-26） （日语）.
3. ↑  . 兵庫県神社庁.   [2023-12-01]. （原始内容存档于2024-03-09） （日语）.
4. ↑  . 八百万の神. INFO UNITE.   [2023-12-01]. （原始内容存档于2014-08-01） （日语）.
5. ↑  内藤兵衛.  (PDF). 兵庫県議会議員 内藤兵衛 公式サイト.   [2023-12-01]. （原始内容 (PDF)存档于2022-05-16） （日语）.
6. 1 2 3  . ラジトピ. ラジオ関西: 1.   [2023-12-01]. （原始内容存档于2023-05-28） （日语）.

## 相關項目
- 日本鐵路車站列表 Ka